# Композитний лук

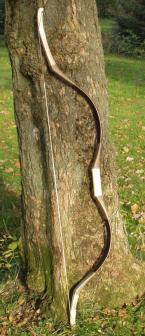
Композитний лук

Композитний лук — лук, зроблений з різних матеріалів, щільно з'єднаних між собою, що дозволяє досягти найбільшої ефективності лука.
Азійські композитні луки найчастіше робилися з дерев'яної основи, на «животі» лука кріпилася рогова вставка, а на «спині» — жили. Ріг і сухожилля дозволяли досягти найкращої якості лука в порівнянні з простими дерев'яними луками тієї ж довжини. Завдяки кільком шарам лук виходив сильніше і міцніше. Однаковий натяг простого і композитного лука давав різні результати: стріли, випущені з композитного лука, відлітали далі і били сильніше.
Композитні луки вперше з'явилися, мабуть, в Єгипті близько 2-го тисячоліття до н. е. Пізніше, в Туреччині та Китаї конструкція лука була вдосконалена шляхом введення металевих стабілізуючих дуг. Маючи значно більшу міцність при рівній довжині з тисовим, композитний лук, крім того, був дуже живучий. Термін його служби обчислювався десятиліттями, а перевозитися він міг в боєготовності, що уявлялося воїнам найвищою мірою цінною якістю. Хоча, звичайно, при тривалому зберіганні тятива знімалася.

## Переваги і недоліки

### Переваги
Головна перевага композитного лука у порівнянні з простим (тобто зробленого з цілісного шматка деревини) полягає в тому, що при меншому розмірі такий лук був набагато потужніший.Так як матеріали,з яких виготовляется композитний лук,можуть витримувати більше ніж дерево навантаження на стиск (ріг) та розтягання (сухожилля) вони дозволяють зробити лук,який у неспорядженному стані має рефлексивну форму -тобто лук при знятій тятиві вигинается у зворотньому напрямку.Це дозволяє накопичувати в ньому більше енергії при тому ж ході тятиви у порівнянні з дерев'яним луком.Крім того, композитні луки були набагато зручнішими, якщо доводилося стріляти з коня і, можливо, з підводи. Практично всі сучасні олімпійські луки — композитні,але виготовлені з сучасних матеріалів,здебільшого дерево у поєднанні з склопластиком або карбоном.

### Недоліки
Виготовлення композитного лука вимагає набагато більше часу і сил, а також більшої кількості матеріалів. В умовах підвищеної вологості традиційно використовуваний тваринний клей втрачав свою стійкість і склеювальні якості.